# Invincible Eleven
Invincible Eleven – liberyjski klub piłkarski z siedzibą w Monrovii, występujący w Liberian Premier League.
Jest jednym z dwóch najbardziej utytułowanych i popularnych klubów w Liberii obok Mighty Barolle zwanego Rollers.

## Sukcesy
- 13-krotny mistrz Liberii: 1963, 1964, 1965, 1966, 1980, 1981, 1983, 1984, 1985, 1987, 1997, 1998, 2007
- 4-krotny zdobywca Pucharu Liberii: 1987, 1991, 1997, 1998

### Znani piłkarze
George Weah